# Philaenus
Genre
Philaenus est un genre d'insectes de l'ordre des hémiptères (les hémiptères sont caractérisés par leurs deux paires d'ailes dont l'une, en partie cornée, est transformée en hémiélytre), de la famille des Aphrophoridae.

## Liste des espèces rencontrées en Europe
- Philaenus italosignus Drosopoulos & Remane 2000
- Philaenus lukasi Drosopoulos & Asche 1991
- Philaenus maghresignus Drosopoulos & Remane 2000
- Philaenus signatus Melichar 1896
- Philaenus spumarius (Linnaeus 1758)
- Philaenus tarifa Remane & Drosopoulos 2001
- Philaenus tesselatus Melichar 1899

## Liste des espèces
Selon BioLib (4 octobre 2019) :
- Philaenus italosignus Drosopoulos & Remane, 2000
- Philaenus lukasi Drosopoulos & Asche, 1991
- Philaenus maghresignus Drosopoulos & Remane, 2000
- Philaenus signatus Melichar, 1896
- Philaenus spumarius (Linnaeus, 1758)
- Philaenus tarifa Remane & Drosopoulos, 2001
- Philaenus tesselatus Melichar, 1899

Selon Catalogue of Life (4 octobre 2019) :
- Philaenus abieti (Matsumura, 1904)
- Philaenus affinis (Costa, 1836)
- Philaenus arisanus Matsumura, 1940
- Philaenus arslani Abdul-Nour & Lahoud, 1996
- Philaenus bifasciatus Melichar, 1902
- Philaenus bimaculatus (Schrank (von), 1801)
- Philaenus brevistriga (Walker, 1858)
- Philaenus castaneus Kato, 1933
- Philaenus chinensis Zachvatkin, 1936
- Philaenus communimacula (Costa, 1834)
- Philaenus ferrugineus Melichar, 1902
- Philaenus flavovittatus Kato, 1933
- Philaenus fuscus (Matsumura, 1903)
- Philaenus glabifrons (Matsumura, 1904)
- Philaenus griseus (Costa, 1836)
- Philaenus guttatus (Matsumura, 1904)
- Philaenus haupti Zachvatkin, 1925
- Philaenus hoffmanni (Metcalf & Horton, 1934)
- Philaenus ikumae (Matsumura, 1915)
- Philaenus impictifrons Horváth, 1911
- Philaenus intermedius (Lallemand, 1927)
- Philaenus italosignus Drosopoulos & Remane, 2000
- Philaenus karafutonis Matsumura, 1940
- Philaenus laetus (Jacobi, 1943)
- Philaenus loukasi Drosopoulos & Asche, 1991
- Philaenus maculosus (Walker, 1858)
- Philaenus maghresignus Drosopoulos & Remane, 2000
- Philaenus minutus Kato, 1933
- Philaenus mushanus Matsumura, 1940
- Philaenus nigripectus (Matsumura, 1903)
- Philaenus nigritus (Matsumura, 1911)
- Philaenus okamotonis Matsumura, 1940
- Philaenus olivetorum (Costa, 1836)
- Philaenus onsenjiana (Matsumura, 1942)
- Philaenus pallidus (Melichar, 1903)
- Philaenus parallelus Stearns, 1918
- Philaenus parvulus (Lallemand, 1927)
- Philaenus quadriguttatus (Weber, 1801)
- Philaenus sachalinensis (Matsumura, 1915)
- Philaenus scutellatus Kato, 1933
- Philaenus signatus Melichar, 1896
- Philaenus spumarius (Linné, 1758)
- Philaenus suturalis Kusnezov, 1932
- Philaenus tarifa Remane & Drosopoulos, 2001
- Philaenus tesselatus Melichar, 1899
- Philaenus xanthaspis Berg, 1884

Selon ITIS (4 octobre 2019) :
- Philaenus spumarius (Linnaeus, 1758)

Selon NCBI (4 octobre 2019) :
- Philaenus arslani Abdul-Nour & Lahoud, 1996
- Philaenus italosignus Drosopoulos & Remane, 2000
- Philaenus loukasi Drosopoulos & Asche, 1991
- Philaenus maghresignus
- Philaenus signatus Melichar, 1896
- Philaenus spumarius (Linnaeus, 1758)
- Philaenus tarifa Remane & Drosopoulos, 2001
- Philaenus tesselatus Melichar, 1899